# Хронологија инвазије Русије на Украјину (јануар 2025)
Овај чланак обухвата дешавања која су се догодила у јануару 2025. године, за време инвазије Русије на Украјину.

## Хронологија

### 1. јануар
Украјинска војска оборила је 63 од 111 дронова које је Русија лансирала током ноћног напада.

### 2. јануар
Русија је напала енергетске објекте у Украјини који подржавају војно-индустријски комплекс Кијева. Руске снаге су током последња 24 часа користиле авијацију, дронове, ракете и артиљерију како би погодиле енергетске објекте, војне аеродроме и украјинске војне снаге на више локација.

### 3. јануар
Током ноћи су ПВО санге обориле 60 руских јуришних дронова шахеда, а још 26 других дронова је изгубљено.

### 4. јануар
Руске снаге настављају да изводе нападе на украјински град Покровск у покушају да га заобиђу са југа и пресеку путеве снабдевања украјинским трупама. Заузимање друмског и железничког чворишта у источној Доњецкој области могло би да створи озбиљне потешкоће за украјинску војску на источном фронту и такође омогући Русији да појача и унапреди своју линију фронта ка западу.

### 5. јануар
Украјинске снаге покренуле су нови велики напад у западном руској Курској области. Украјинске трупе пробиле су границу у изненадном упаду августа 2024. године и последњих пет месеци одолевале су покушајима Русије да их протера. Русија је данас одбила два украјинска контранапада у Курској области. Воде се борбе артиљерије и малокалибарског наоружања, а Украјина користи западна оклопна возила да доведе велики број пешадинаца.

### 6. јануар
Оружане снаге Русије напале су војне аеродроме и складишта оружја у Украјини. У нападима оштећена је инфраструктура војних аеродрома, складишта наоружања, као и објеката за обуку и лансирање беспилотних летелица.
Немачка компанија наменске индустрије "Рајнметал" планира да испоручи Украјини још 180.000 комада ПВО артиљеријске муниције калибра 35 милиметара за противваздушне самоходне артиљеријске системе гепард.

### 7. јануар
Украјинска ПВО је током ноћи оборила 28 руских дронова. Од 38 лансираних дронова, 10 дронова није стигло до свог циља.

### 8. јануар
Руска војска је напала војне аеродроме, као и место за монтажу и складиштење дронова Оружаних снага Украјине. Оштећена је инфраструктура војних аеродрома, места за монтажу и складиштење беспилотних летелица, акумулације људства и опреме оружаних снага.

### 9. јануар
САД ће послати још 500 милиона долара војне помоћи Украјини. Пакет укључује ракете за борбене авионе, опрему за одржавање Ф-16, оклопне системе и малокалибарско оружје и муницију.
Русија је лансирала прекo 51.000 вођених ваздушних бомби на Украјину од почетка инвазије у пуном обиму. Око 40.000 од укупног броја искоришћено је 2024. године.

### 10. јануар
Камуфлирани војни циљеви нападнути су у Ростовској и Лењинградској области Русије.

### 11. јануар
На правцима Купјанска, Краматорска и Торецка су услед руских јуришних дејстава уништени поједини положаји Одбрамбених снага Украјине.

### 12. јануар
Руске трупе ове недеље погодиле су положаје Одбрамбених снага и насељена места Украјине са скоро 700 авио-бомби и више од 600 јуришних дронова.
Руске снаге одлучиле су да заобиђу Покровск у Доњецкој области, од југа ка западу, а да не јуришају директно на град. Ова насеља се налазе на ауто-путу Межеваја–Покровск. То значи да су Руси потпуно блокирали ауто-пут Межеваја–Покровск, важну логистичку артерију Одбрамбених снага која је повезивала Дњепропетровску област са Покровском.

### 13. јануар
Русија је током протеклог дана извршила 412 удара на 14 насеља у Запорошкој области на југу Украјине, у нападима оштећено je 27 стамбених и инфраструктурних објеката.

### 14. јануар
У нападу украјинских дронова на Русију током ноћи запалио се резервоар за гас у Казању у Републици Татарстан и дошло је до проблема у водоснабдевању у граду Енгељс у Саратовској области.

### 15. јануар
Украјински национални мрежни оператер увео је хитне прекиде струје у шест региона усред масовног руског ракетног удара. Укренерго је увео искључење струје у областима Харков, Суми, Полтава, Запорожја, Дњепропетровск и Кировоград.

### 16. јануар
Украјински дронови напали су ноћу складиште нафте у региону Вороњеж. Три округа региона напало је десет украјинских беспилотних летелица, а већина напада се догодила на складишту нафте у округу Лискински, где је и избио пожар.

### 17. јануар
Украјинске одбрамбене снаге су погодиле радарску опрему у Белгородској области Руске Федерације.

### 18. јануар
Руске снаге су у децембру 2024. године употребиле хемијско оружје на бојном пољу 434 пута.
Русија је испалила укупно 39 беспилотних летелица и четири ракете широм Украјине, а украјинска ПВО је током ноћи уништила 24 дрона и две балистичке ракете.

### 19. јануар
Украјинске одбрамбене снаге напале су територију ватросталног постројења у граду Часов Јар у Доњецкој области. То указује да су украјинске трупе напустиле овај објекат. Украјинске снаге сада контролишу око 30 одсто града. Територија фабрике била је поуздано утврђење за Одбрамбене снаге. Губитак постројења значи повлачење у стамбене објекте оштећене гранатирањем.

### 20. јануар
Руске снаге су за протекла 24 сата извеле 319 напада на 11 градова и села у региону Запорожја у Украјини.

### 21. јануар
Русија је током ноћи напала Украјину са 131 дроном и четири ракете. Украјинска војска  је оборила 72 дрона.

### 22. јануар
Русија извршила напад на Украјину преко ноћи са 99 дронова, од којих је 65 оборено, а 30 других нестало је са радара не достигавши своје циљеве. Као резултат удара настала штета у шест украјинских региона.

### 23. јануар
ЕУ ће пружити финансијску подршку Украјини кроз кредитну иницијативу Г7 ЕРА и помоћ за Украјину у износу од 35 милијарди евра за 2025. годину

### 24. јануар
Оружане снаге Русије су током ноћи обориле 121 украјински дрон у 13 руских региона,. Ово је најмасовнији напад украјинских снага ван територије Украјине од почетка 2025. године.

### 25. јануар
Руске снаге ПВО обориле су 11 украјинских дронова изнад Црног мора код обале Републике Крим.

### 26. јнауар
Забележена су 153 борбена окршаја између украјинских снага и руских трупа у последња 24 часа, укључујући 70 на правцу Покровска. Руси су извели 31 ваздушни удар, уз употребу 41 противваздушне ракете, скоро седам стотина удара камиказа дроновима и извео скоро 4.000 гранатирања положаја украјинских трупа.

### 27. јануар
Руски системи ПВО пресрели су и уништили 32 украјинска дрона током ноћи. Скоро половина дронова уништена је изнад региона Вороњеж који се граничи са Украјином.

### 28. јануар
Руске трупе преузеле су контролу над насељем Дворична у области Харков.

### 29. јануар
Тенковске јединице Групе снага Југ, извршавајући борбене задатке у интересу Ваздушно-десантне дивизије Иваново у зони специјалне војне операције, уништиле су упоришта Оружаних снага Украјине у Часовом Јару. Посаде тенкова Т-72Б3 са затворених ватрених положаја напале су упоришта Оружаних снага Украјине која се налазе у индустријској зони и микроокруг са вишеспратницама у Часовом Јару.

### 30. јануар
Руске снаге су лансирале 81 дрон на Украјину. Ваздухопловство је оборило 37 дронова, 39 других није стигло до својих циљева.

### 31. јануар
Руски системи противваздушне одбране пресрели су и уништили током ноћи 49 украјинских дронова изнад седам региона Русије.
Финска је одобрила свој 27. пакет војне помоћи Украјини у вредности од 198 милиона евра. Тај пакет повећава укупну финску војну помоћ Украјини на 2,5 милијарди евра од почетка рата у Украјини 2022. године.